# Kaitersberg

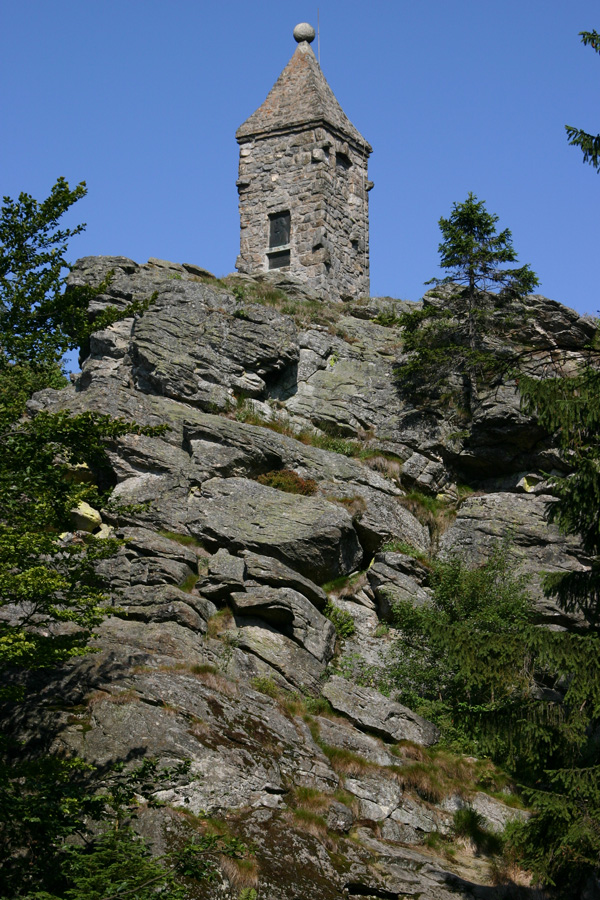
Waldschmidt-Denkmal

Der Kaitersberg ist ein bis zu 1133 m hoher Bergkamm im Bayerischen Wald östlich von Bad Kötzting im bayerischen Landkreis Cham. Der langgezogene Höhenzug setzt sich nach Osten bis zum Arber fort.
Höchster Gipfel des Bergrückens ist der 1132,9 m ü. NHN hohe Große Riedelstein mit dem Waldschmidt-Denkmal. Am Mittagstein (1034 m) befindet sich die Kötztinger Hütte. Weitere als bizarre Felsformationen aus Gneis herausragende Gipfel sind der Kreuzfelsen (998,5 m) mit Gipfelkreuz, das Steinbühler Gesenke (1044 m) und der Hohe Stein (1042 m) mit dem Naturdenkmal Rauchröhren. Unterhalb des Kreuzfelsens befindet sich die Räuber-Heigl-Höhle, das Versteck von Michael Heigl aus Beckendorf, der hier im 19. Jahrhundert die Gegend unsicher machte.
Er wird zusammen mit dem Zellertal im Volkslied „Oh du mein Kaitersberg“ (auch Kaitersberglied) besungen.
Die Rauchröhren bieten ein anspruchsvolles Klettergebiet bis zum elften Grad. Der dort gelegene Steinturm gilt als schwierigster Bayerwaldgipfel (IV).
Über den Hängen gleiten gelegentlich Segelflugzeuge des nahe gelegenen Flugplatzes Arnbruck entlang, die sich der hangaufwärts steigenden Thermik bedienen, um Höhe zu gewinnen.